# Provincia Monza-Brianza
Monza e Brianza este o provincie în regiunea Lombardia în Italia. A fost creată în mai 2004  și a devenit efectivă abia în anul 2009. A fost creată din Provincia Milano și va avea 55 de comune.